# Die Brücke (tendencia artística)

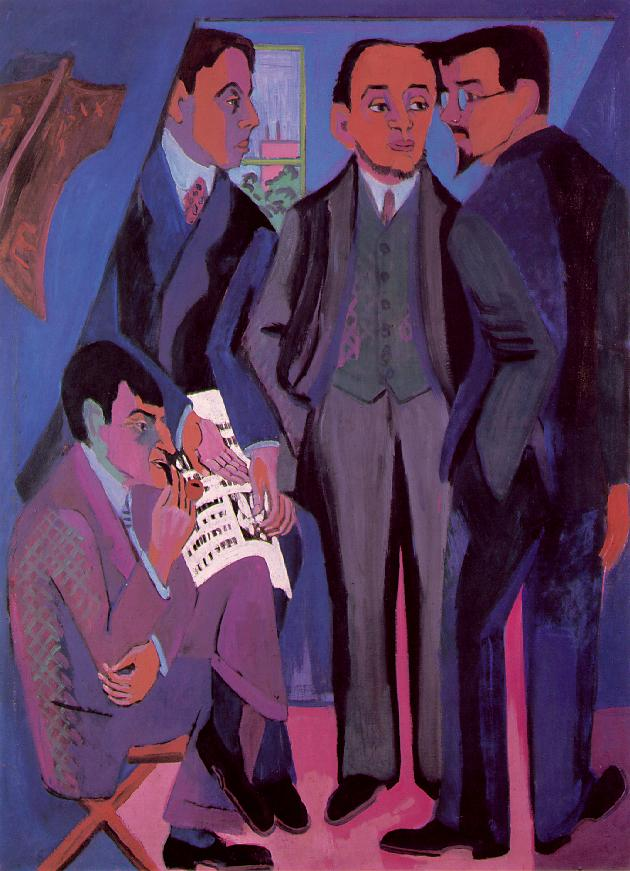
Retrato grupal de la comunidad de artistas expresionistas "Die Brücke": Otto Mueller, Kirchner, Heckel, Schmidt-Rottluff. Ernst Ludwig Kirchner, 1926/7, Museo Ludwig, Colonia

Die Brücke "El Puente" es la tendencia artística de un grupo de pintores alemanes expresionistas reunidos en Dresde entre 1905 y 1913. En 1913 "La crónica" de Kirchner provoca la disolución de este grupo de artistas.  
La pintura del grupo Die Brücke es una de las primeras expresiones de las vanguardias del siglo XX. Busca experimentar e innovar, pero  también efectuar una protesta contra academicismos y ciertos «ablandamientos» y rebuscamientos típicos de la Belle Époque. En rigor Die Brücke, como Der Blaue Reiter, señala el fin de tal época y trasunta el inicio de un periodo de crisis. Dicho movimiento se caracterizaba por su fuerza a la hora de pintar, narrando lo revelador en lugar de lo "lindo" con colores fuertes, patrones estridentes. Aboga, por tanto, por la destrucción de todo canon que pudiera obstruir la fluida manifestación de la inspiración inmediata, un grito en respuesta a la guerra, una manifestación del ser. Los expresionistas no aceptaron someterse a leyes o disciplinas, solo a las presiones emotivas del propio ser, caracterizados por una sensibilidad aguda y un exotismo ecléctico.

## Fundadores
El grupo lo fundan  estudiantes de arquitectura con influencias del Jugendstil y Hermann Olbrich.
- Ernst Ludwig Kirchner (1880-1938)
- Erich Heckel (1883-1970)
- Fritz Bleyl (1880-1966)
- Karl Schmidt-Rottluff (1884-1976)

En 1906 se suman al grupo Max Hermann Pechstein (1881-1955) y Emil Nolde (1867-1956). En 1910 también se añade Otto Müller (1874-1930).

## Planteamiento
Sus objetivos son los propios del expresionismo pero, como grupo particular, se centrarán en la consecución de un arte nacional ligado a su propia historia, realizar una crónica de la vida cotidiana y sus significados, desligarse de la educación oficial y unirse contra la sociedad burguesa. 
El grupo fue planteado con unos objetivos claros y normas explícitas:
- se realizaban reuniones semanales (en el taller de Kirchner), en donde se dibujaba y discutía sobre temas estéticos, sociales...
- se estableció el objetivo común de conseguir una comunidad de artistas.
- las obras que se exhibieran, debían estar aprobadas por todo el grupo.
- se tenía que exponer en grupo (de hecho, Max Hermann Pechstein fue expulsado por exponer en solitario).

Estilísticamente, podemos señalar estridentes colores, trazos caóticos y angulosos, temas llenos de ansiedad y deformaciones que señalan la inquietud psíquica del autor. 
A pesar de su negación del pasado, les es imposible desligarse de su base y formación, estando el simbolismo de Munch presente de forma continua. También se basan en el color de Gauguin y Van Gogh y en las formas del recién apreciado arte africano y de Oceanía. 
Usaron diversos medios, reivindicando el uso de la xilografía, lo que determinó que en su arte se produjera rigidez y angulosidad en los contornos. Además, cultivaron la litografía y el diseño de muebles.

## Similitudes y diferencias
Dentro del Expresionismo podríamos hacer ciertas diferenciaciones
Expresionismo en Alemania:
- Die Brücke (El Puente)
- Der Blaue Reiter (El jinete azul)
- El artista Ernst Barlach que no se inscribirá en ningún grupo

Expresionismo en Austria (Viena):
- Gustav Klimt
- Oskar Kokoschka
- Egon Schiele